# 封建論
《封建論》是柳宗元的政論文章，該文詳盡分析了唐代以前中國歷代政治得失，認為封建制度百害而無一利，並闡發郡縣制之優越。

## 历史
柳宗元被貶柳州（今廣西柳州市）之時，引史為證，作《封建論》，結構嚴謹，文筆犀利而流暢。《封建論》说“彼封建者，更古圣王尧、舜、禹、湯、文、武而莫能去之。盖非不欲去之也，势不可也。……封建，非圣人意也”。
蘇軾評論《封建論》一文稱：“宗元之論出，而諸子之論廢矣，雖聖人復起，不能易矣。”
清朝人批判《封建論》最烈，李富孫說：“柳子之論，直一偏之見，徒知前世之害，而不知前世之為利者大。既昧前世之利而不知後世之為害更深。”陸世儀：“古之為治者，治心、治身、治家、治國、治天下，一而已矣。自秦以吏為師，始有所為吏治，漢複以蕭何繼之，於是吏治二字，至今習以為固然，莫能破其局者，皆自變封建為郡縣始。不行封建，吏治不可得而去也。不去吏治，三代不可得而複也。”
郭沫若曾著隱含崇儒抑法思想的《十批判书》，支持柳宗元論點的毛泽东作詩《读〈封建论〉赠郭老》給郭沫若，要郭不要從柳宗元的進步論點退返到周文王時代的作法：
|  | 劝君少骂秦始皇，焚坑事业要商量。 祖龙虽死秦犹在，孔学名高实秕糠。 百代都行秦政法，十批不是好文章。 熟读唐人封建论，莫从子厚返文王。 |